# Kabinová lanová dráha Porto da Cruz
Kabinová lanová dráha v obci Porto da Cruz na severním pobřeží ostrova Madeira slouží místním zemědělcům při cestě na obtížně přístupná pole. Za 8 měsíců ji v roce 2005 postavila firma Reisch.

## Technické parametry lanovky
- Typ: 6-PB

- Nadmořská výška dolní stanice: 46 m

- Nadmořská výška horní stanice: 300 m

- Šikmá délka: 393 m

- Průměrné stoupání: 90 %

- Poháněcí i napínací stanice: horní stanice

- Průměr nosného lana: 24 mm

- Průměr tažného lana: 15 mm

- Výkon pohonu: 30 kW

- Počet kabin: 1

- Kapacita kabiny: 6 osob

- Dopravní rychlost na trati: 3,0 m/s

- Přeprava nahoru i dolů: 100 %